# Missira Hamdallaye (district)
Missira Hamdallaye est l'un des districts de la sous-préfecture de Téliré, situé dans la préfecture de Mali en république de Guinée.